# Svájci labdarúgó-szövetség
Svájci labdarúgó-szövetség (németül: Schweizerischer Fussballverband). Székhelye Bern.

## Történelme
1895-ben alapították. A Nemzetközi Labdarúgó-szövetségnek alapító tagjaként 1904-től tagja. 1954-től alapító tagja az Európai Labdarúgó-szövetségnek. Fő feladata a nemzetközi kapcsolatokon kívül, a  Svájci labdarúgó-válogatott férfi és női ágának, a korosztályos válogatottak, illetve a nemzeti bajnokság szervezése, irányítása. A működést biztosító bizottságai közül a Játékvezető Bizottság (JB) felelős a játékvezetők utánpótlásáért, elméleti (teszt) és cooper (fizikai) képzéséért.

## Külső hivatkozások
- Hivatalos honlap (németül)